# Tappeh Şāremī
Tappeh Şāremī (persiska: تَپِّه صارِمی, تپّه صارمی) är en ort i Iran.   Den ligger i provinsen Västazarbaijan, i den nordvästra delen av landet, 500 km väster om huvudstaden Teheran. Tappeh Şāremī ligger 1 280 meter över havet och antalet invånare är 158.
Terrängen runt Tappeh Şāremī är platt.Runt Tappeh Şāremī är det ganska tätbefolkat, med 60 invånare per kvadratkilometer. Närmaste större samhälle är Chahār Borj-e Qadīm, 14,4 km nordost om Tappeh Şāremī. Trakten runt Tappeh Şāremī består till största delen av jordbruksmark.